# Down on the street
Down On The Street is zowel een single als een elpee van Shakatak. Het is een van de zeven singles van deze Britse band die de Mega Top 50 zouden halen. In de Verenigde Staten was dit de enige hit van Shakatak. De muziek kwam uit eigen gelederen.

## Hitnotering
Shakatak stond met Down On The Street negen weken genoteerd in de Billboard Hot 100; een hoogste notering was plaats nummer 27. In het Verenigd Koninkrijk haalde het in elf weken plaats 9.

### Nederlandse Top 40
Het nummer stond met zes weken notering langer in de tipparade dan in de hitparade.
| Positie: | 37 | 32 | 31 | 36 | uit |

### NederlandseMega top 50
| Positie: | 38 | 36 | 43 | 43 | 46 | 41 | 31 | 34 | 42 | uit |

### BelgischeBRT Top 30
| Positie: | 23 | 29 | 26 | 27 | 17 | 26 | 29 | uit |

### VlaamseUltratop 50
| Positie: | 23 | 27 | 34 | 36 | 36 | 36 | 37 | uit |

### NPO Radio 2 Top 2000
Down on the street stond alleen in 2000 in de NPO Radio 2 Top 2000, op plek 1881.